# Église Saint-Étienne de Caramany
Pour les articles homonymes, voir Église Saint-Étienne.
L'église Saint-Étienne de Caramany  est une église médiévale située dans la commune de Caramany (Pyrénées-Orientales). 

## Situation
L'église Saint-Étienne est située dans le nord de l'ancien village, entourée sur ses côtés sud, est et nord par la Rue de l'Église. Elle jouxte un bâtiment sur son côté ouest.

## Histoire

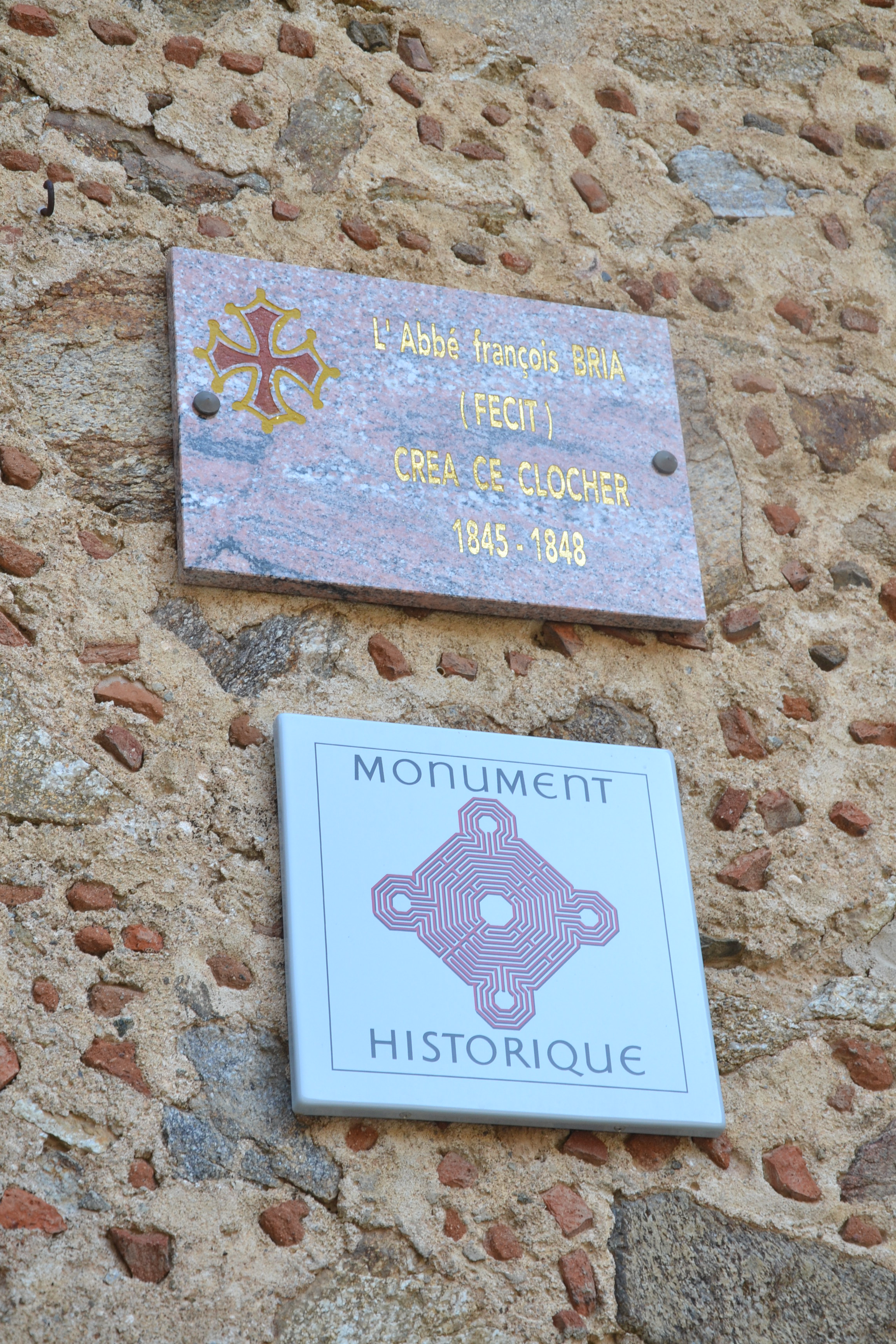
Plaques commémorant la construction du clocher et l'inscription aux Monuments historiques.

L'église est citée en 1356. Le bâtiment principal de l'église actuelle date du XVe siècle.
La construction du clocher, qui s'effectue entre 1847 et 1849, a été décidée par François Bria, curé du village en service de 1830 à 1849,. En août 1842, le conseil municipal du village adopte une délibération exprimant la nécessité de doter l'église d'une horloge, mais constate l'absence de moyens financiers pour y parvenir. Cependant, dès l'année suivante, le même conseil vote le financement des travaux d'érection du clocher et la commande des cloches. C'est le curé Bria qui dessine le plan des travaux, qui sont largement effectués par les habitants du village. Entamés en 1845, les travaux n'aboutissent qu'au mois de juin 1848. Le clocher est finalement béni le 3 août 1848, jour de la Saint Étienne.
L'horloge mécanique est remplacée dans les années 1960 par une horloge électrique. C'est également à cette époque qu'une pendule est installée sur le clocher.
Le clocher est inscrit à la liste des monuments historiques par arrêté du 23 octobre 1972. La plaque mentionnant cette inscription n'est cependant installée que le 4 septembre 2016, en présence de plusieurs personnalités politiques dont Ségolène Neuville, Secrétaire d'État.

## Architecture
La nef est bordée de quatre chapelles.
Le clocher présente la caractéristique d'être percé de grands oculus. Les angles de son étage supérieur sont surmontés de boules, sur lesquelles s'appuient trois étages successifs d'ailerons formant le clocheton campanile et allant en se rétrécissant vers le sommet, lui-même surmonté d'une boule sur laquelle est installée une croix en fer forgé.

## Fonction
L'église Saint-Étienne de Caramany constitue l'église paroissiale du village. Elle est une des églises de la communauté de paroisses Saint-Étienne du Haut-Ribéral, dont le siège se situe à Ille-sur-Têt et qui recouvre également les paroisses de Bélesta, Boule-d’Amont, Bouleternère, Casefabre, Corbère, Corbère-les-Cabanes, Montalba-le-Château, Ille-sur-Têt, La Bastide, Prunet-et-Belpuig, Saint-Marsal, Saint-Michel-de-Llotes, Rodès, et Trévillach.
L'église est accessible sur demande, et elle est intégrée aux visites guidées régulièrement organisées par l'association locale Pari du lac en période estivale. Des messes y sont ponctuellement célébrées.
L'église dans son ensemble est la propriété de la commune.

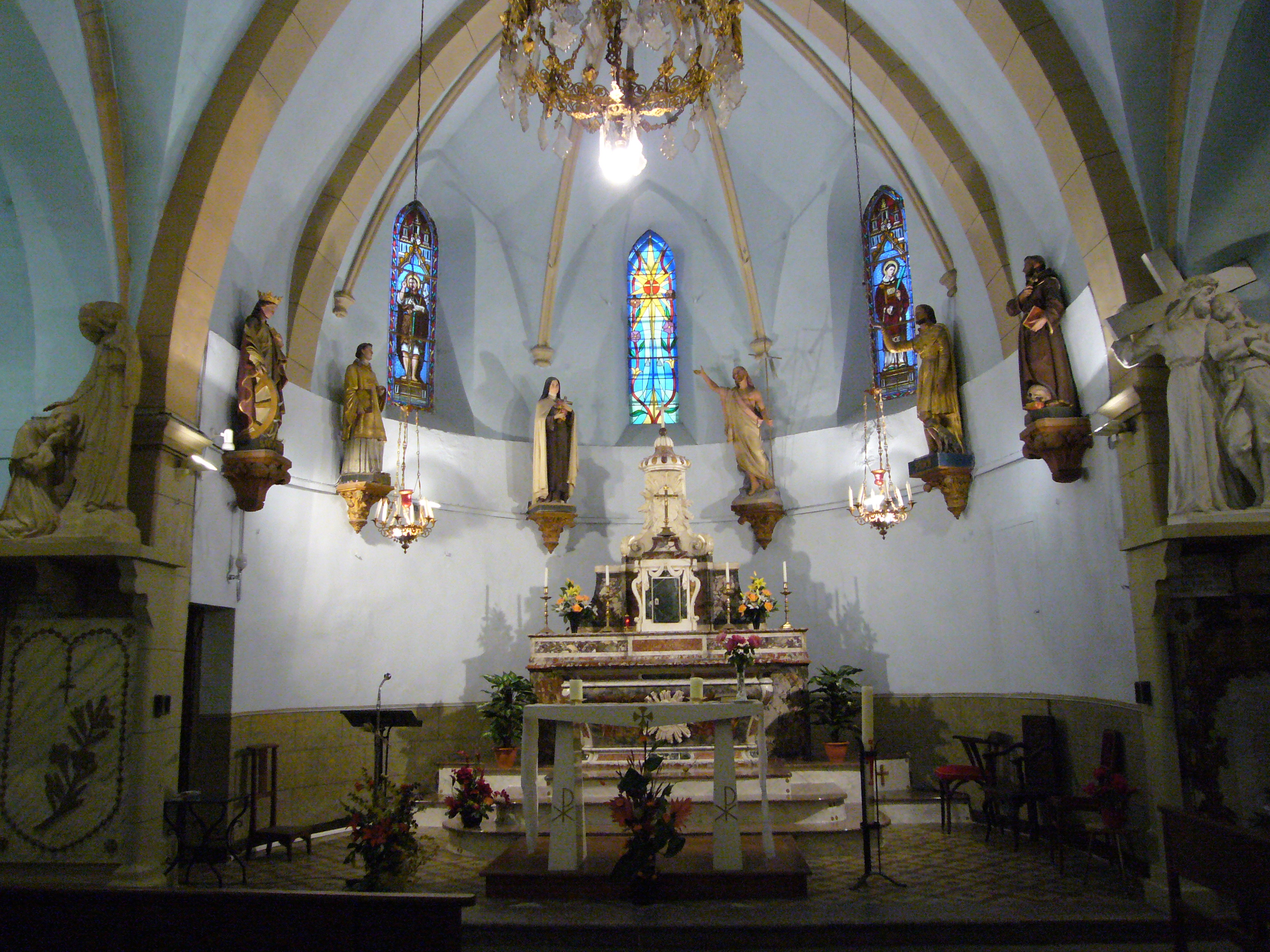
Autel et chœur de l'église.
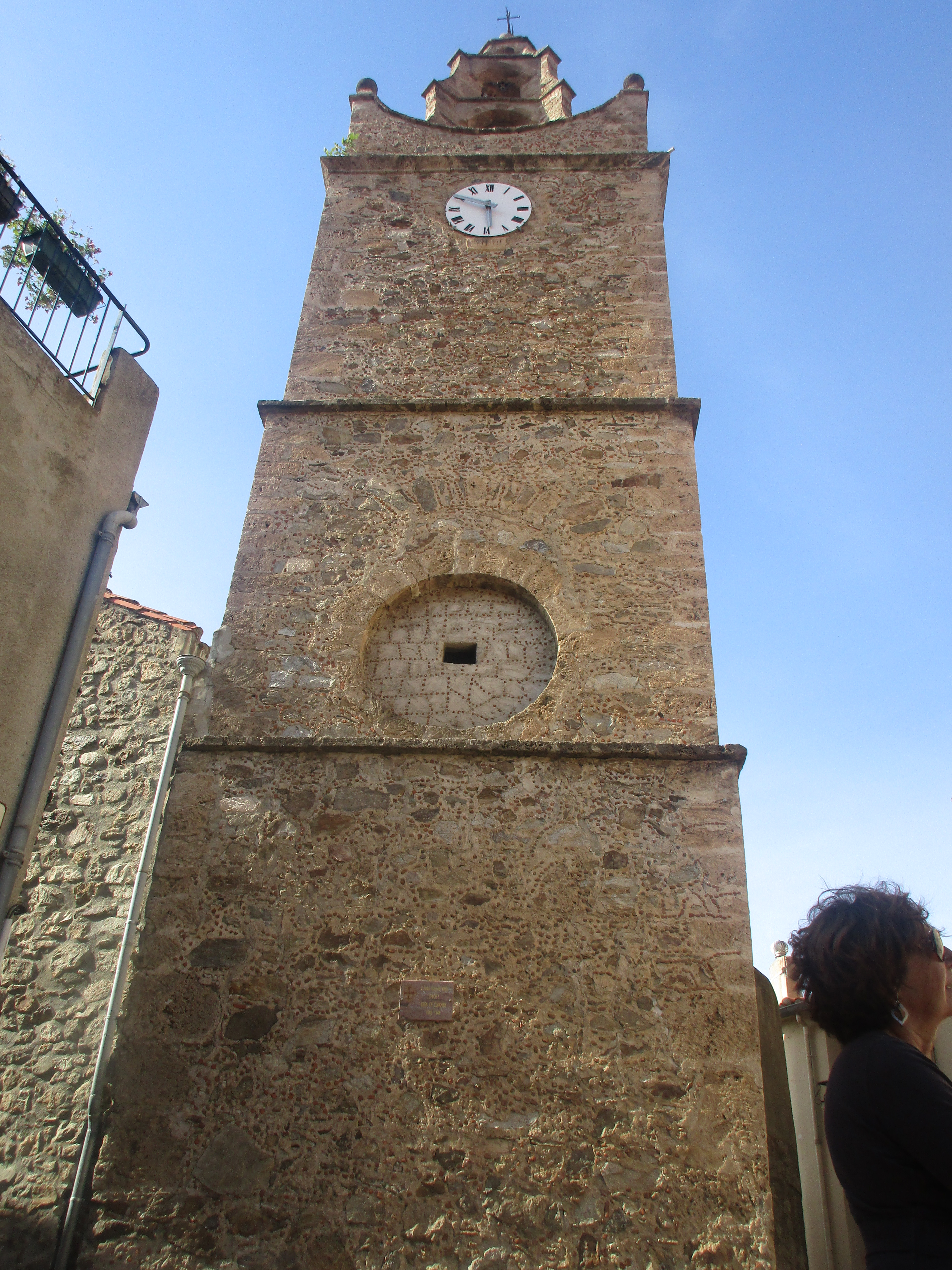
Vue sur le clocher, son oculus et la plaque commémorative.